# 안드레스 아라우스

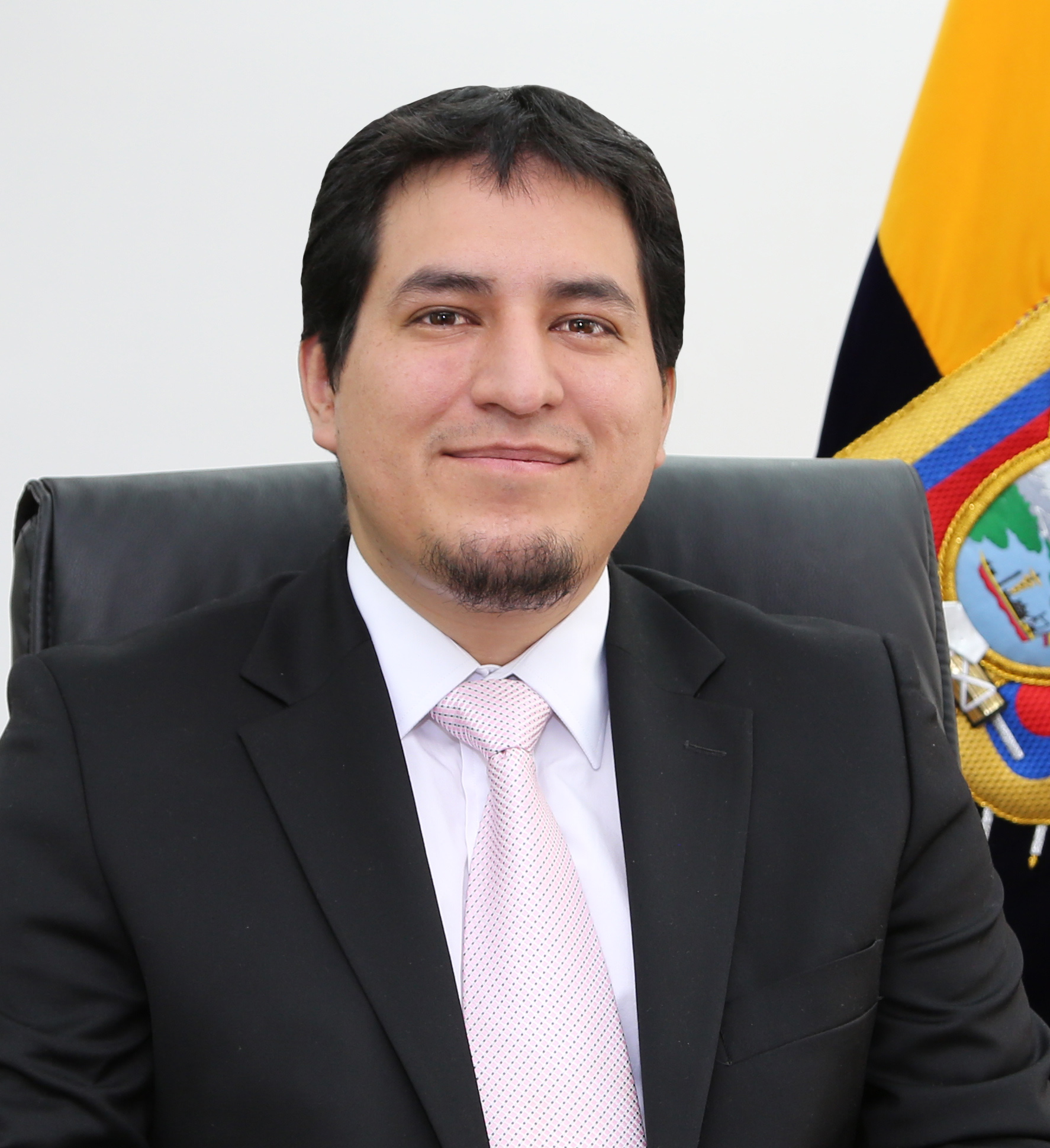

안드레스 아라우스 갈라르사(스페인어: Andrés Arauz Galarza, 1985년 2월 6일 ~ )는 에콰도르의 경제학자 출신 정치인이다. 2015년부터 2017년까지 라파엘 코레아 대통령 밑에서 지식인간재능부 장관을 지냈으며, 라울 바예호의 사임 이후 2017년 3월부터 4월까지 문화부 장관을 역임했다. 2020년 8월 2021년 2월 7일에 치러지는 대선 출마를 선언했다. 좌파 희망을 위한 연합(UNES) 소속으로, 코레아 전 대통령 및 측근들의 지지를 받고 있다.
키토에서 태어났으며, 미시간 대학교에서 과학 학사학위를, 멕시코 국립 자치 대학교에서 경제학 박사학위를 수여 받았다.

## 역대 선거 결과
| 선거명      | 직책명            | 대수 | 정당                  | 1차 득표율 | 1차 득표수  | 2차 득표율 | 2차 득표수  | 결과 | 당락 |
| ----------- | ----------------- | ---- | --------------------- | ---------- | ----------- | ---------- | ----------- | ---- | ---- |
| 2021년 선거 | 에콰도르의 대통령 | 93대 | 좌파 희망을 위한 연합 | 32.72%     | 3,033,791표 | 47.64%     | 4,236,515표 | 2위  | 낙선 |